# Route nationale 296a
La route nationale 296A ou RN 296A, est une ancienne voie express à 2x2 voies reliant la route nationale 7 à l'autoroute A 51, à l'ouest d'Aix-en-Provence (Bouches-du-Rhône).
Construite en 1971, elle a été intégrée en 2006 dans la route nationale 296 dont elle constitue désormais les deux premiers kilomètres. La vitesse y est limitée à 110 km/h, et réduite à 90 km/h à l'approche de la jonction avec la D7n (ex-RN 7).